# Grasulfo II del Friuli
Grasulfo II (... – Cividale del Friuli, 653?) è stato un duca longobardo, duca del Friuli dal 625 circa al 653.
Fratello di Gisulfo II, assunse il titolo ducale all'indomani dell'uccisione per mano bizantina, a Oderzo, dei due figli maggiori di Gisulfo e coreggenti del ducato, Caco e Tasone (625 circa). Paolo Diacono non fornisce informazioni sul suo regno, ma segnala che la sua nomina scontentò i due figli superstiti di Gisulfo, gli ancora giovani Radoaldo e Grimoaldo. Ormai prossimi alla maggiore età, rifiutarono di sottomettersi all'autorità dello zio e si trasferirono nel ducato di Benevento presso il duca Arechi I.
Gli successe Agone.